# Condado de Tarrant
El condado de Tarrant es un condado en el estado de Texas en Estados Unidos. En el 2000 la población era de 1.446.219 habitantes. La sede del condado se encuentra en la ciudad de Fort Worth. El Condado de Tarrant es el segundo más poblado en el Dallas/Fort Worth Metroplex y contiene a su segunda y tercera ciudades principales.
Fort Worth es la ciudad más grande del Condado de Tarrant. Su población en el 2000 fue de 534.694 habitantes. Arlington es la segunda ciudad más grande en el condado con una población de 332.969 habitantes según el censo del 2000.

## Geografía

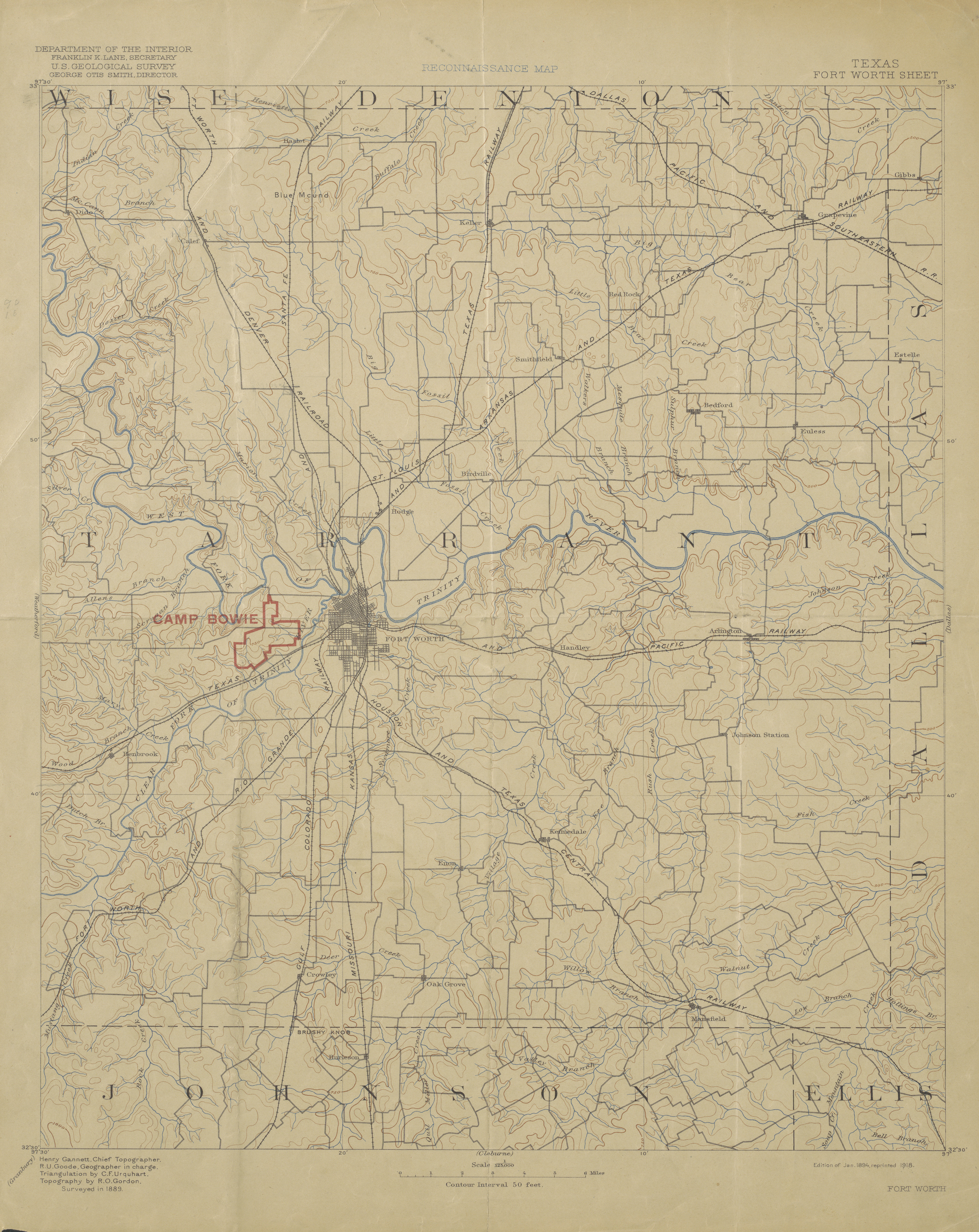
USGS Reconnaissance Map of Tarrant County, Texas, 1894

Según la Oficina del Censo de los Estados Unidos, el condado tiene una superficie de 2.324 km². De ellos 2.236 km² son de suelo y 88 km² (3,19%) es agua. El condado está limitado por los condados de:
- Condado de Denton (norte)
- Condado de Dallas (este)
- Condado de Ellis (sureste)
- Condado de Johnson (sur)
- Condado de Parker (oeste)
- Condado de Wise (noroeste)